# 1066 Lobelia
1066 Lobelia är en asteroid i huvudbältet som upptäcktes den 1 september 1926 av den tyske astronomen Karl Wilhelm Reinmuth. Dess preliminära beteckning var 1926 RA. Den namngavs sedan efter det vetenskapliga namnet på växtsläktet Lobelia.
Lobelias senaste periheliepassage skedde den 20 november 2019.[Uppdatering behövs]